# Akkai Padmashali
Akkai Padmashali is een transgender activist uit India. Daarnaast is ze motivational speaker en zangeres. Voor haar werk als activiste heeft ze de Rajyotsava Prashasti ontvangen, de op een na hoogste burgerlijke eer van de staat Karnataka, en een eredoctoraat Indian Virtual University for Peace and Education.
Ze is ook de eerste transgender in Karnataka die haar huwelijk registreerde.

## Biografie
Bij haar geboorte als een jongen aangemerkt, kwam Padmashali ter wereld in Bangalore in India in een gezin uit de middenklasse. Haar vader zat bij de luchtmacht, haar moeder was huisvrouw. Vanaf haar vroege jeugd wilde ze graag jurken dragen en het liefst met meisjes spelen. Haar ouders voedden haar op als jongen en brachten haar naar doktoren om haar "beter te maken". Op 12-jarige leeftijd probeerde ze tot twee keer toe zelfmoord te plegen. Vier jaar later bekende ze aan haar broer dat ze zich een meisje voelde, en hij steunde haar.
In haar jeugd zag Padmashali in een park in Bangalore transgender vrouwen. Toen ze op een dag met hen in gesprek kwam, herkende ze haar eigen verhaal.

## Activisme
Door haar ervaringen en door verhalen van anderen in dezelfde situatie werd Padmashali ertoe gemotiveerd lid te worden van Sangama, een plaatselijke ngo gericht op seksuele minderheden. Tijdens haar activiteiten voor Sangama werd het haar duidelijk dat het belangrijk is om beleidsmakers te beïnvloeden en bekend te maken met de kwesties die rond transgenders spelen.
Padmashali staat aan het hoofd van Ondede, een organisatie die ze heeft opgericht met als doel de bewustwording van seksualiteit, seksuele diversiteit en seksuele oriëntatie te bevorderen.

## Publicaties
- (en)  Artikel over Padmashali in The Better India
- (en)  In a first in Karnataka, transgender activist Akkai Padmashali registers her marriage, Your Story